# Chrysochroinae
Chrysochroinae è una sottofamiglia di coleotteri della famiglia Buprestidae.

## Tassonomia[1]
- Achardella Obenberger, 1926
- Afrochroa Holynski, 2001
- Afrophorella Obenberger, 1942
- Agelia Laporte & Gory, 1835
- Ampheremus Fall, 1917
- Apateum Spinola, 1837
- Archepsila Holynski, 2001
- Armenosoma Waterhouse, 1887
- Asamia Thery, 1909
- Asemochrysus Deyrolle, 1864
- Asidoptera Obenberger, 1923
- Austrochalcophora Bellamy, 2006
- Austrophorella Kerremans, 1903
- Barrellus Nelson & Bellamy, 1996
- Baudonisia Cobos, 1963
- Bellamyclus Odzikmen, 2008
- Bojaskinskia Holynski, 2009
- Capnodis Eschscholtz, 1829
- Cardiaspis Saunders, 1866
- Catoxantha Dejean, 1833
- Chalcophora Dejean, 1833
- Chalcophorella Kerremans, 1903
- Chalcophoropsis Saunders, 1871
- Chalcophorotaenia Obenberger, 1928
- Chalcoplia Saunders, 1871
- Chalcopoecila Saunders, 1871
- Chlorophorella Descarpentries, 1973
- Chrysaspis Saunders, 1869
- Chrysesthes Dejean, 1833
- Chrysochroa Dejean, 1833
- Chrysodema Laporte & Gory, 1835
- Chrysopistus Thery, 1923
- Cinyra Laporte & Gory, 1837
- Cordillerita Obenberger, 1926
- Cyalithus Thomson, 1878
- Cyphogastra Deyrolle, 1864
- Cyphosoma Mannerheim, 1837
- Demochroa White, 1859
- Descarpentriesiola Cobos, 1978
- Dicerca Eschscholtz, 1829
- Dicercomorpha Deyrolle, 1864
- Ectinogonia Spinola, 1837
- Embrikilium Obenberger, 1936
- Epidelus Deyrolle, 1864
- Eucallopistus Bellamy, 2003
- Euchroma Dejean, 1833
- Euplectalecia Obenberger, 1924
- Eupodalecia Obenberger, 1958
- Evides Dejean, 1833
- Fahraeusia Obenberger, 1936
- Genestia Thery, 1923
- Gyascutus LeConte, 1858
- Halecia Laporte & Gory, 1837
- Haplotrinchus Kerremans, 1903
- Hippomelas Laporte & Gory, 1837
- Holynskirbus Ozdikmen, 2008
- Hypoprasis Fairmaire & Germain, 1864
- Icarina Alluaud, 1896
- Iridotaenia Deyrolle, 1864
- Kolleria Thery, 1925
- Lampetis Dejean, 1833
- Lamprodila Motschulsky, 1860
- Latipalpis Solier, 1833
- Madecassia Kerremans, 1903
- Megaloxantha Kerremans, 1902
- Melobasina Kerremans, 1900
- Metataenia Thery, 1923
- Micropistus Thery, 1925
- Monosacra Thomson, 1878
- Nanularia Casey, 1909
- Nesotrinchus Obenberger, 1924
- Nipponobuprestis Obenberger, 1942
- Oedisterna Lacordaire, 1857
- Paracupta Deyrolle, 1864
- Parataenia Kerremans, 1892
- Paratassa Marseul, 1882
- Pelecopselaphus Solier, 1833
- Periorisma Deyrolle, 1864
- Perotis Dejean, 1833
- Phelix Marseul, 1865
- Philocteanus Deyrolle, 1864
- Poecilonota Eschscholtz, 1829
- Polybothris Spinola, 1837
- Prasinalia Casey, 1909
- Pseudalecia Thery, 1923
- Pseudocallopistus Obenberger, 1942
- Pseudolampetis Obenberger, 1926
- Pseudoperotis Obenberger, 1936
- Pseudotaenia Kerremans, 1903
- Psiloptera Dejean, 1833
- Pygichaeta Obenberger, 1920
- Rhabdolona Obenberger, 1924
- Rooniella Thery, 1935
- Sapaia Bily, 1994
- Saundersina Cobos, 1978
- Scaptelytra Saunders, 1871
- Semenoviella Obenberger, 1924
- Sphenoptera Dejean, 1833
- Steraspis Dejean, 1833
- Strandissa Obenberger, 1936
- Tamamushia Miwa & Chujo, 1935
- Texania Casey, 1909
- Tokaranodicera Hattori, 2004
- Touzalinia Thery, 1923
- Ulaikoilia Bily & Kuban, 2009
- Vadonaxia Descarpentries, 1969
- Westcottia Bellamy, 1997
- Zoolrecordia Holynski, 2006